# Black Radical MK II
Black Radical MK II, właśc. Felix Joseph (ur. 1970 w Tottenham w Anglii) – brytyjski muzyk hip-hopowy.

## Twórczość
Wychował się słuchając jamajskiego reggae: utworów Petera Tosha i Boba Marleya oraz lokalnej odmiany tego gatunku, wykonywanej przez grupę Steel Pulse. Twórczość Public Enemy i Boogie Down Productions zainteresowała go muzyką rapową. 
Jego utwory takie jak "Sumarli" są wyrazem walki o równouprawnienie kobiet. 
W 1993 Joseph nad filmem Welcome to the Terrordome z udziałem wyłącznie czarnych aktorów. 

## Dyskografia
- 1998: Khaos & Konfusion: The Spell of Leviathan (Blueprint Records)
- 1995: Double Edged Sword: The Pre LP (Black Foundation)
- 1991: The Undiluted Truth: A Black Man's Leviathan (Mango Records)